# Imshaugia evernica
Imshaugia evernica är en lavart som först beskrevs av Elix & J. Johnst., och fick sitt nu gällande namn av Elix. Imshaugia evernica ingår i släktet Imshaugia och familjen Parmeliaceae.   Inga underarter finns listade i Catalogue of Life.